# هوابيونغ
هوابيونغ (بالنجليزية:Hwabyeong or Hwabyung) و (الكورية: (hangul: 화병, hanja: 火病)) عبارة عن اضطراب جسدي، وهو مرض نفسي ناتج عن عدم قدرة الفرد على التحكم بغضبه بسبب الشعور بعدم العدالة أو الظلم  ويُصيب المرض الكوريين بالعادة فهو متلازمة مخصصة لهذه الحضارة. وهوابيونغ كلمة عامية وتدل على سبب المرض أكثر من أعراضه وصفاته، وقد تبين في أحد الدراسات الاستقصائية ان 4.1% من سكان الريف في كوريا يعانون من هذه المتلازمة وقد يشبه مرض السعر (بالإنجليزية: Amuk).
و تتكون كلمة هوابيونغ من «هوا» (hwa) (火) وتعني بالكورية الصينية النار أو الغضب، اما «بيونغ» (byung) (病) فتعني متلازمة أو مرض ، ومن الممكن ان يطلق عليها اسم (ulhwabyeong) (鬱火病) وتعني مرض الغضب والاكتئاب.

## الأعراض
خفقان القلب
فقدان الشهية
جفاف الفم
الأرق
ألم الصدر
صعوبات في النفس
كتلة في الجزء الشرسوفي الواقع قبل المعدة
صداع
الشعور بالحرارة في كامل الجسم (و يختلف هن عدم تحمل الحرارة (heat intolerance)، أحد اعراض قلة نشاط الغدة الدرقية (hyperthyroidism))
الفزع بسهولة
اندلاع الغضب وتعني بالكورية ("bun" (憤, "eruption of anger"و تعني بالثقافة الكورية اندلاع الغضب بسبب الظلم
الحزن
التنهد باستمرار
الشعور بالظلم ("eok-ul" (抑鬱,
الاضطراب والقلق بسهولة
الشعور بالذنب
الشعور بالموت الوشيك
قد يكون للمرضى الذين تم تشخيصهم أيضًا تاريخًا طبيًا لاضطراب اكتئابي سابق،  اكتئاب، واضطرابات القلق، واضطرابات جسدية الشكل، أو اضطراب التكيف وفقًا لمعايير الدليل التشخيصي والإحصائي للاضطرابات العقلية، الطبعة الرابعة (DSM-IV)
من المرجح أن يكون المرضى الذين تم تشخيصهم من النساء في منتصف العمر، وبعد انقطاع الطمث اللواتي يعشن في وضع اجتماعي واقتصادي سيء.

## الأسباب
السعر (Amuk)
الحالات السابقة لاضطراب الاكتئاب الشديد
الحالات السابقة لاضطراب القلق
الحالات السابقة لاضطراب التكيف
حالات سابقة لاضطرابات جسدية أخرى
قمع مشاعر الغضب / الاستياء الناشئ عن أحداث الماضي
عادةً ما تكون الأسباب المحفزة أحداثًا خارجية، بما في ذلك:
الضغوطات العائلية، على سبيل المثال الخيانة الزوجية أو التعارض مع الأصهار
مشاهدة أعمال / أفعال / ظواهر تتعارض مع المبادئ الأخلاقية
يُعتقد أن المتلازمة نفسها هي نتيجة القمع المستمر لمشاعر الغضب دون معالجة مصدرها. في الطب الشمولي، فإن احتواء الغضب في hwabyung يخل بتوازن عناصر الجسم الخمسة، مما يؤدي إلى ظهور أعراض نفسية جسدية مثل الذعر والأرق والاكتئاب بعد فترة طويلة من المشاعر المكبوتة.
من الممكن أن تكون الاختلالات الهرمونية مثل تلك التي تحدث في وقت انقطاع الطمث سببًا أساسيًا لحدوث hwabyung عند النساء في منتصف العمر، وهي الفئة الديموغرافية الأكثر تشخيصًا.

## العلاج
يميل الأطباء الغربيون إلى تشخيصه على أنه نوع من التوتر أو الاكتئاب. يسرد الدليل التشخيصي والإحصائي للاضطرابات العقلية حاليًا hwabyeong ضمن الأمراض المرتبطة بالثقافة. خارج كوريا، قد يُخطئ hwabyeong بشكل غير رسمي على أنه إشارة إلى ملف نفسي يتميز بمزاج قصير، أو سلوك متفجر، عدواني بشكل عام. على العكس من ذلك، hwabyeong هو مصطلح نفسي تقليدي يستخدم للإشارة إلى حالة تتميز بالمعاناة السلبية، ويمكن مقارنتها تقريبًا بالاكتئاب، وترتبط عادةً بالنساء الأكبر سنًا. من المهم أن تكون ثقافة المريض مفهومة جيدًا عند تشخيص هوبيونغ. نظرًا لأنه غالبًا ما يتم تشخيص Hwabyeong على أنه اكتئاب، يجب النظر في الأعراض والثقافة بشكل واضح وشامل. بمجرد تشخيص Hwabyeong ، يجب مراجعة العلاجات السابقة. يمكن أن تكون علاجات المريض مزيجًا من التدخلات الدوائية والعلاجية.
تشمل طرق العلاج المستخدمة لمكافحة hwabyung : العلاج النفسي والعلاج بالعقاقير والعلاج الأسري والأساليب المجتمعية. لكي يصبح الأطباء النفسيون أكثر نجاحًا، قد يحتاجون إلى دمج التعاليم من طرق العلاج التقليدية والدينية أو استخدام هان بوري ()، وهو الشعور بحل المشاعر السلبية وتخفيفها وكشفها وتهدئتها بمشاعر إيجابية. أحد الأمثلة على هان بوري هو الأم التي عانت من الفقر، أو تعليم أقل، أو زوج عنيف، أو حمات قاسية، يمكن حلها بعد سنوات عديدة من خلال نجاح ابنها الذي تحملت المصاعب بسببه وتضحيات.